# Indische Verteidigung
Bei der Indischen Verteidigung handelt es sich um einen Sammelbegriff für bestimmte Eröffnungen des Schachspiels. Die Indischen Verteidigungen zählen zu den Geschlossenen Spielen und beginnen mit den Zügen:
1. d2–d4 Sg8–f6
2. c2–c4
In den ECO-Codes sind diese Eröffnungen unter den Schlüsseln A50 bis A79, D70 bis D99 und E00 bis E99 klassifiziert.

## Geschichte
Die Namensgebung stammt von Savielly Tartakower, der zu Beginn der 1920er Jahre diese Bezeichnung popularisierte. „Er unterschied bis nun eine Alt-Indische und eine Neu-Indische Eröffnungsweise, je nachdem Schwarz im zweiten Zuge mit d6 bezw. e6 fortsetzte“, schrieb die Wiener Schachzeitung 1923. Tartakower selbst teilte über seine Namensgebung in seinem Buch Die Hypermoderne Schachpartie mit: „Obwohl diese Verteidigung […] bereits in der ersten Hälfte des vorherigen [19.] Jahrhunderts von indischen Brahminen gepflegt wurde und später insbesondere von Louis Paulsen, Riemann und Tschigorin angewandt wurde, ist sie besonders von den Neuromantikern Nimzowitsch und Bogoljubow, Aljechin und Réti ausgestaltet worden.“ Etwas später, im Jahr 1927, schlug der Wiener Meister Hans Kmoch eine weitergehende Differenzierung vor: „Die Indische ließe sich auch wie folgt aufteilen und registrieren: ‚Königsindisch‘ wenn der Königsläufer fianchettiert wird, ‚Damenindisch‘ wenn der Damenläufer fianchettiert wird, ‚Vollindisch‘ wenn beide Läufer fianchettiert werden und ‚Halbindisch‘ wenn es zu keiner Fianchettierung kommt.“ Diese von Kmoch vorgeschlagene Nomenklatur wurde für Königs- und Damenindisch später in den meisten Ländern tatsächlich üblich, in Russland hingegen setzte sich Tartakowers Unterscheidung in Alt- (für Königsindisch) und Neuindisch (für Damenindisch) durch.
In der Literatur des 19. Jahrhunderts wurde nur der Spielanfang 1. e2–e4 d7–d6 2. d2–d4 g7–g6 als „Indische Verteidigung“ bezeichnet. Daneben bestand die Bezeichnung „Indische Eröffnung“ für 1. e2–e4 e7–e5 2. d2–d3. Diese Spielweisen wurden bekannt, nachdem Moheschunder Bannerjee aus Kalkutta sie in seinen Partien gegen John Cochrane angewendet hatte. Diese Partien wurden während Cochranes Jahrzehnte währenden beruflichen Aufenthaltes Mitte des 19. Jahrhunderts in Indien gespielt und später von dem Briten  überliefert. Durch Zugumstellungen entstanden in diesen Partien gelegentlich Stellungen, die später, nachdem dieser Name eingeführt worden war, als „Königs-Indisch“ bekannt waren.

## Ideen
Der Zug 1. … Sg8–f6 verhindert, wie auch 1. … d7–d5, die Bildung eines weißen Bauernduos auf d4 und e4. Schwarz verzögert jedoch die Festlegung der eigenen Bauernstruktur. Auch wenn aus der Grundstellung der Indischen Verteidigung je nach (weißen wie schwarzen) Fortsetzungen sehr verschiedene Eröffnungen resultieren können, gibt es doch gemeinsame Charakteristika. So nimmt Schwarz oft ein überlegenes weißes Bauernzentrum in Kauf, auf welches Schwarz Figurendruck ausübt. Der Komplex der Indischen Verteidigungen ist geprägt von z. T. sehr komplizierten Zugumstellungsmöglichkeiten.

## Indische Eröffnungen
- Bogoljubow-Indische Verteidigung 2. … e7–e6 3. Sg1–f3 Lf8–b4+
- Damenindische Verteidigung 2. … e7–e6 3. Sg1–f3 b7–b6
- Nimzowitsch-Indische Verteidigung 2. … e7–e6 3. Sb1–c3 Lf8–b4
- Katalanische Eröffnung 2. … e7–e6 3. g2–g3
- Altindische Verteidigung 2. … d7–d6
- Grünfeld-Indische Verteidigung 2. … g7–g6 3. Sb1–c3 d7–d5
- Königsindische Verteidigung 2. … g7–g6 3. Sb1–c3 Lf8–g7 (siehe auch: Königsindischer Angriff)
- Moderne Benoni-Verteidigung 2. … c7–c5 3. d4–d5 e7–e6
- Wolga-Gambit 2. … c7–c5 3. d4–d5 b7–b5
- Blumenfeld-Gambit 2. … e7–e6 3. Sg1–f3 c7–c5 4. d4–d5 b7–b5
- Budapester Gambit 2. … e7–e5
- Mexikanische Verteidigung 2. … Sb8–c6